# Gare de Hannō
La gare de Hannō (飯能駅, Hannō-eki) est une gare ferroviaire située à Hannō, dans la préfecture de Saitama au Japon. La gare est exploitée par la compagnie Seibu.

## Situation ferroviaire
La gare, en cul-de-sac, est située au point kilométrique (PK) 43,7 de la ligne Seibu Ikebukuro.

## Historique
La gare est inaugurée le 15 avril 1915. Elle était alors le terminus ouest de l'actuelle ligne Seibu Ikebukuro.

## Service des voyageurs

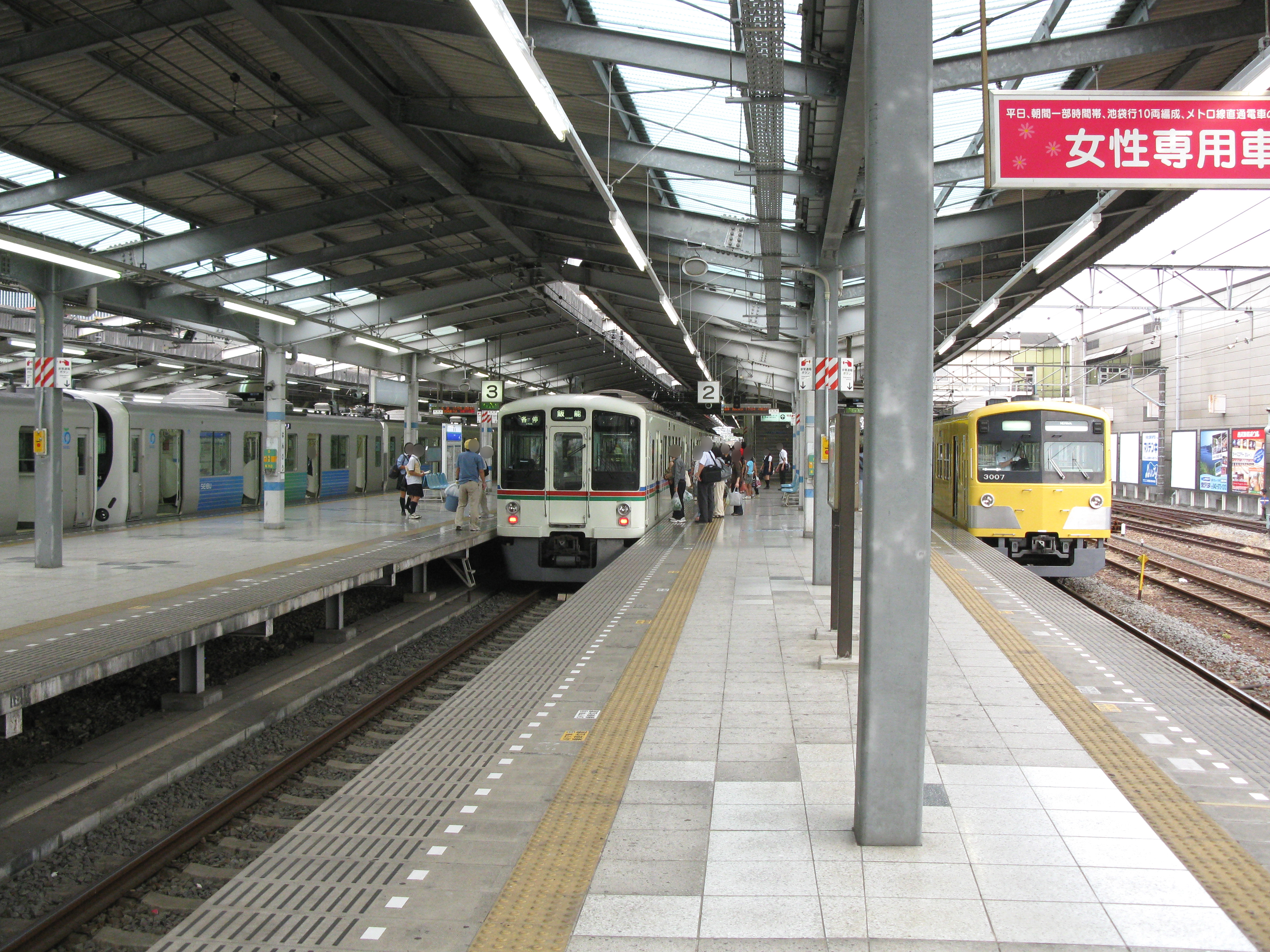
Vue des quais.

### Accueil
La gare dispose d'un bâtiment voyageurs, avec guichets, ouvert tous les jours.

### Desserte
- Ligne Seibu Ikebukuro :
  - voies 1 et 4 : direction Tokorozawa, Nerima (interconnexion avec la ligne Seibu Yūrakuchō pour Kotake-Mukaihara, Shibuya ou Shin-Kiba) et Ikebukuro
  - voies 2 et 3 : direction Seibu-Chichibu
  - voie 5 : direction Ikebukuro ou Seibu-Chichibu (trains express)